# Phon Hong
Phon Hong (en lao ໂພນໂຮງ) est la capitale de la province de Vientiane au Laos.

## Démographie
En 2015, la population de la ville est de 30 805 habitants.

## Transports
La ville se trouve sur la route nationale 13 à 70 kilomètres au nord de Vientiane.